# Karl Harzig
Karl Harzig (* 5. August 1903 in Duisburg; † 21. Oktober 1970) war ein deutscher Politiker (SPD). Er war von 1950 bis 1954 Mitglied des Landtags von Nordrhein-Westfalen.

## Leben
Nach der Volksschule machte Karl Harzig eine Ausbildung, absolvierte Fachkurse und wurde Schreinermeister. Er besuchte die staatliche Fachschule für Wirtschaft und Verwaltung in Düsseldorf, danach war er als Betriebsleiter tätig. Von 1952 bis 1964 war er Arbeitsdirektor der Mannesmann-Hüttenwerke (heute Hüttenwerke Krupp Mannesmann) in Duisburg-Hüttenheim. 
Harzig wurde 1918 Mitglied des Deutschen Holzarbeiter-Verbandes, 1919 trat er der Sozialistischen Arbeiter-Jugend bei, 1922 wurde er SPD-Mitglied. Von 1945 bis 1949 war Harzig stellvertretender Vorsitzender der Duisburger SPD. 
Harzig war von Oktober 1948 bis März 1961 Mitglied des Rates der Stadt Duisburg, seit 1950 als Vorsitzender der SPD-Fraktion. Er wurde in der zweiten Wahlperiode als Direktkandidat der SPD im Wahlkreis 69 (Duisburg-Süd) in den nordrhein-westfälischen Landtag gewählt, er war Abgeordneter vom 5. Juli 1950 bis zum 4. Juli 1954.
Nach ihm wurde ein Park in Ungelsheim benannt.